# 野内貴之
野内 貴之（のうち たかゆき、1985年11月15日 - ）は、日本の俳優である。
劇団銅鑼所属。埼玉県出身。

## 来歴
JOKO演劇学校卒業
2009年4月銅鑼入団

## 人物
身長167cm
特技は空手、剣道、ランニング

## 出演

### 舞台
- 『泣くな研修医』川村蒼役（演出：齊藤理恵子）[1]
- 『いのちの花』男子高校生役（演出：齊藤理恵子）[1]
- 『蝙蝠傘と南瓜』高橋由一役（演出：詩森ろば）[1]
- 『池袋モンパルナス』寺田政明 役（演出：野﨑美子）[1]
- 『はい、奥田製作所。』奥田登/18歳の奥田鉄彦 役（演出：山田昭一）[1]
- 『からまる法則』石川勇一 役（演出：松本祐子）[1]
- 『砂の上の星』男２ 役【タリバン兵/競技場の男/父を助けた男/アシフ/ザヒール】（演出：木村早智）[1]
- 『カタクリの花の咲く頃』川村満 役（演出：山田昭一）[1]
- 『二重の不実』アルルカン 役（演出：船岩祐太）[1]

### 外部出演
- 剣舞プロジェクト『ハムレット』（演出：栗原彰文）[1]
- 合同会社シザーブリッツプロデュース『永遠にムーン』（演出：江戸川崇）[1]
- Piece Box『Ｉ0愛～アイラブアイ～』『Dieve～死に方くらい決めさせろ～』『腐った土台を彩る積木』（演出：小松原宏太）[1]
- 日本映画学校23期映像科3年技術コース合同映画制作実習『少女のような瞳』深川タクミ 役[1]
- JOKO演劇学校2年次修了公演『アメリカの日々』男/祖父/レイ 役など[1]
- JOKO演劇学校1年次修了公演『結婚仲介人』コーネリアス・ハックル 役[1]